# Mamie Till
Mamie Elizabeth Till-Mobley (Missippi 23 november 1921 - Chicago 6 januari 2003) was een Amerikaanse activist. Ze was de moeder van Emmett Till.  Emmett Till werd op 14-jarige leeftijd op 28 augustus 1955 in Mississippi vermoord, na beschuldigingen dat hij had gefloten naar een witte vrouw. Mamie Till stond erop dat de kist met zijn lichaam open zou worden gelaten tijdens de begrafenis in Chicago, omdat, in haar woorden, "ik wilde dat de wereld zou zien wat ze mijn baby hebben aangedaan." Na de moord op haar zoon werd ze lerares en activist in de zwarte Amerikaanse burgerrechtenbeweging.

## Vroege leven
Mamie Till werd als Mamie Elizabeth Carthan op 23 november 1921 in Webb, Mississippi, geboren. In 1922 verhuisde haar familie tijdens de Grote Migratie, de periode waarin honderdduizenden zwarte Amerikanen naar het noorden van de Verenigde Staten verhuisden. Ze verhuisden van het zuiden van de Verenigde Staten naar Chicago.
Toen ze 13 was, scheidden haar ouders. Ontdaan stortte Mamie Carthan zich op haar schoolwerk. Ze blonk uit in haar studies. Hoewel haar moeder, Alma Carthan, zich bewust was van de positie van vrouwen, moedigde ze Mamie aan bij haar studie. Mamie Carthan was de eerste zwarte Amerikaanse student die een plek kreeg op de lijst met beste studenten van het jaar (the honor roll), en pas de vierde Afro-Amerikaanse student die afstudeerde aan de overwegend witte Argo Community High School.
Mamie Carthan ontmoette Louis Till op 18-jarige leeftijd. Ze trouwden op 14 oktober 1940. Beiden waren toen 18 jaar oud. Negen maanden later werd hun enige kind, Emmett, geboren. Ze gingen uit elkaar in 1942 nadat ze erachter kwam dat Louis ontrouw was geweest.

## Moord op Emmett Till
De moord op Emmett Till vond plaats op 28 augustus 1955, toen hij op vakantie was bij zijn oudoom in Money (Mississippi). Nadat hij was beschuldigd van het flirten met een witte vrouw in een kruidenierswinkel, werd Emmett Till de avond daarna door Roy Bryant en zijn halfbroer J.W. Milam ontvoerd, in elkaar geslagen en mishandeld. Uiteindelijk werd hij na uren mishandeling vermoord. Na de moord gooiden ze Emmett Till in de Tallahatchie rivier. Bryant en Milam werden snel onder verdenking gesteld voor de verdwijning van de jongen. Het was duidelijk dat er nog anderen aan de lynchpartij hadden deelgenomen. Het proces tegen hen begon op 19 september. Vier dagen later sprak een jury van twaalf witte mannen Bryant en Milam vrij, na slechts zevenenzestig minuten beraadslaging, inclusief koffiepauze. In een tijdschriftartikel in 1956 gaf Milam tegen betaling toe dat hij en zijn broer Emmett Till hadden vermoord. Ze werden niet opnieuw voor de moord aangeklaagd, omdat ze niet twee keer voor dezelfde zaak konden worden aangeklaagd. 
Emmett Till werd begraven op 6 september op Burr Oak Cemetery in Alsip (Illinois). De begrafenisondernemer uit Chicago had een overeenkomst getekend dat hij de dichtgespijkerde kist niet meer open zou maken, maar Mamie Till stond erop dat de kist geopend zou worden om het verminkte lichaam van haar zoon te tonen.

## Activisme

### Rond de moord op haar zoon

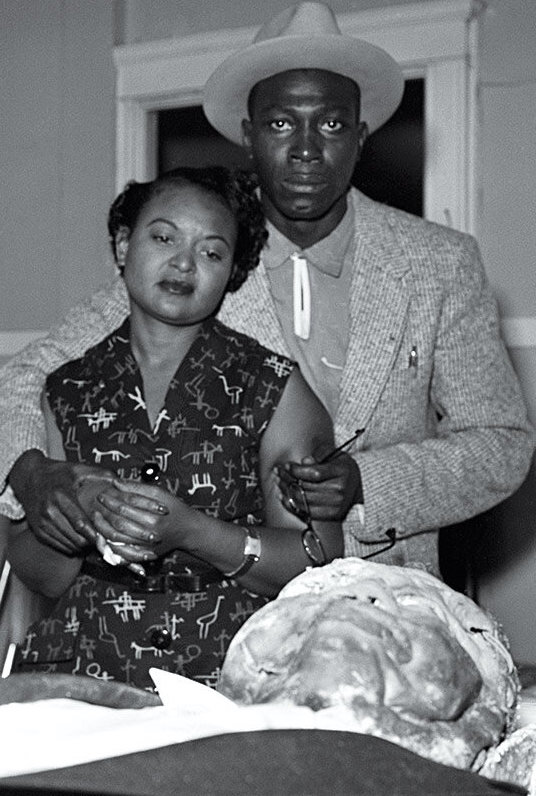
Mamie Till en haar verloofde Gene Mobley bekijken het lichaam van haar zoon Emmett Till in het mortuarium voor zijn begrafenis.

Na de moord op haar zoon werd al snel duidelijk dat Mamie Till een goede spreker was. In haar woonplaats Chicago toonde Mamie Till het lichaam van haar zoon midden in de stad in een open kist om het effect te laten zien van de racistische houdingen en wetten in de Zuidelijke VS. Meer dan 100.000 mensen betoonden eer aan Emmett Till. Het was de tot dan toe grootste burgerrechtendemonstratie in de VS. Mamie Till had een hechte band met veel Afro-Amerikaanse media die de foto van haar gelynchte zoon hadden geplaatst, en de NAACP huurde haar in om op een spreektour door het land te gaan en het verhaal van haar zoon te delen. Mamie Till hield toespraken voor overvolle menigten door heel de VS. Ze stond hiermee aan de wieg van de zwarte Amerikaanse burgerrechtenbeweging. De moord op Emmett Till en de toespraken door heel de Verenigde Staten leidden tot het opstaan van wat later de 'Emmett Till-generatie' is genoemd; een generatie van jonge zwarte mensen die demonstreerde, sit-ins en protestmarsen hield, waarmee ze de gelijke behandeling van zwarte mensen eisten. "Wij waren de Emmett Till-generatie," zei burgerrechtenpionier Dorie Ladner. De aandacht voor de moord leidde ook tot de opkomst van meerdere leiders van de burgerrechtenbeweging. Op 27 november 1955 woonde Rosa Parks een bijeenkomst bij in de Dexter Avenue Baptist Church en hoorde spreken over Emmett Till. Toen haar jaren later werd gevraagd waarom ze weigerde achterin de bus te gaan zitten, antwoordde ze: "Ik dacht aan Emmett Till en ik kon niet meer terug." Ook Martin Luther King jr. verwees in meerdere van zijn speeches naar de zaak-Till. In 1963 hield hij in Washington zijn beroemde 'I Have a Dream'-speech op de verjaardag van de moord op Till. Zelf zag Mamie Till zich niet als activist. Toen de NAACP haar voor een tweede spreektour wilde inhuren schreef ze: "Ik ben geen activist. Ik ben een moeder die de zaak wilde helpen." De foto van Mamie Till en Gene Mobley die kijken naar haar vermoorde zoon Emmett Till werd in 2016 door Time Magazine uitgeroepen tot een van de 100 meest invloedrijke foto's aller tijden.

### Later activisme
Het activisme van Mamie Till reikte veel verder dan wat ze deed na de dood van haar zoon. Ze bleef mensen informeren over wat er met haar zoon was gebeurd. Samen met onder meer de onterechte executie van de veertienjarige George Stinney jr. en de moord op Clinton Melton, leidde Emmets dood tot het uitvaardigen van de Civil Rights Act van 1964. Deze wet maakte discriminatie op basis van ras, huidskleur, religie, nationaliteit en sekse in overheidsinstellingen en openbare gelegenheden eindelijk strafbaar. Mamie Tills activisme zorgde ook voor het aanvaarden van de Emmett Till Antilynching Act in 2022, die lynchen officieel een haatmisdrijf maakte. Mamie Till was de oprichter en voorzitter van de Emmett Till Justice Campaign. De campagnegroep slaagde er uiteindelijk in om de Emmett Till Unsolved Civil Rights Crime Act of 2008 en de Emmett Till Unsolved Civil Rights Crimes Reauthorization Act of 2016 in wetgeving om te zetten. Hierdoor werd het mogelijk om onopgeloste zaken van vermoedelijk gewelddadige misdaden gepleegd tegen zwarte Amerikanen van voor 1970 te heropenen.

### Activisme en onderwijs
Een groot deel van het werk en activisme van Till was gericht op onderwijs. Till studeerde in 1960 af aan het Chicago Teachers College (sinds 1971 Chicago State University). Ze werd lerares en gaf 23 jaar les in het openbare schoolsysteem van Chicago, en kwam meer dan 40 jaar op voor kinderen die in armoede leven. Mamie Till richtte 'The Emmett Till Players' op, een theatergroep die buiten het klaslokaal met schoolkinderen werkte. The Emmett Till Players voerden beroemde toespraken van burgerrechtenactivisten zoals Martin Luther King jr. uit om hun publiek te inspireren met hun woorden van hoop, eenheid en vastberadenheid.

### Invloed van haar activisme in de huidige tijd
Nog steeds is het activisme van Mamie Till een inspiratiebron voor activisten. Zo zei de Oeigoerse activiste Rayhan Asat: "Mamie Tills uitspraken resoneerden bij mij omdat het vergelijkbaar was met mijn ervaring. Ik besefte dat ik me moest uitspreken tegen wat mijn volk werd aangedaan. Ik werd mensenrechtenadvocaat en activist."

## Persoonlijk leven en dood
Mamie Till trouwde op 24 juni 1957 met Gene Mobley en veranderde later haar achternaam in Till-Mobley. Op 6 januari 2003 stierf Till-Mobley op 81-jarige leeftijd aan de gevolgen van kanker. Ze werd begraven in de buurt van haar zoon op Burr Oak Cemetery, waar op haar monument staat: "Haar pijn verenigde een natie."

## Nalatenschap
Mamie Till-Mobley schreef samen met Christopher Benson haar memoires, Death of Innocence: The Story of the Hate Crime that Changed America, gepubliceerd door Random House in 2003, bijna 50 jaar na de dood van haar zoon. Ze stierf een paar maanden voor de publicatie van haar boek.
Over de moord op Emmett Till schreef Mamie Till Mobley samen met David Barr III het toneelstuk The Face of Emmett Till.
Whoopi Goldberg kondigde in 2015 plannen aan voor een film genaamd Till, gebaseerd op de memoires van Till-Mobley en haar toneelstuk. De film, geregisseerd door Chinonye Chukwu, werd op 14 oktober 2022 in de bioscoop uitgebracht.
De zesdelige televisiedrama Women of the Movement uit 2022 verteld het verhaal van Emmett Till vanuit het perspectief van Mamie Till-Mobley.
Het congres kende Till-Mobley en Emmett Till in 2022 een postume Congressional Gold Medal toe, die tentoongesteld zal worden in het National Museum of African American History.
In 2023 werd een standbeeld van Till-Mobley onthuld op een aan haar gewijd plein voor de Argo Community High School, waar Till-Mobley was afgestudeerd, in Summit, Illinois.